# Біла (Тернопільський район)

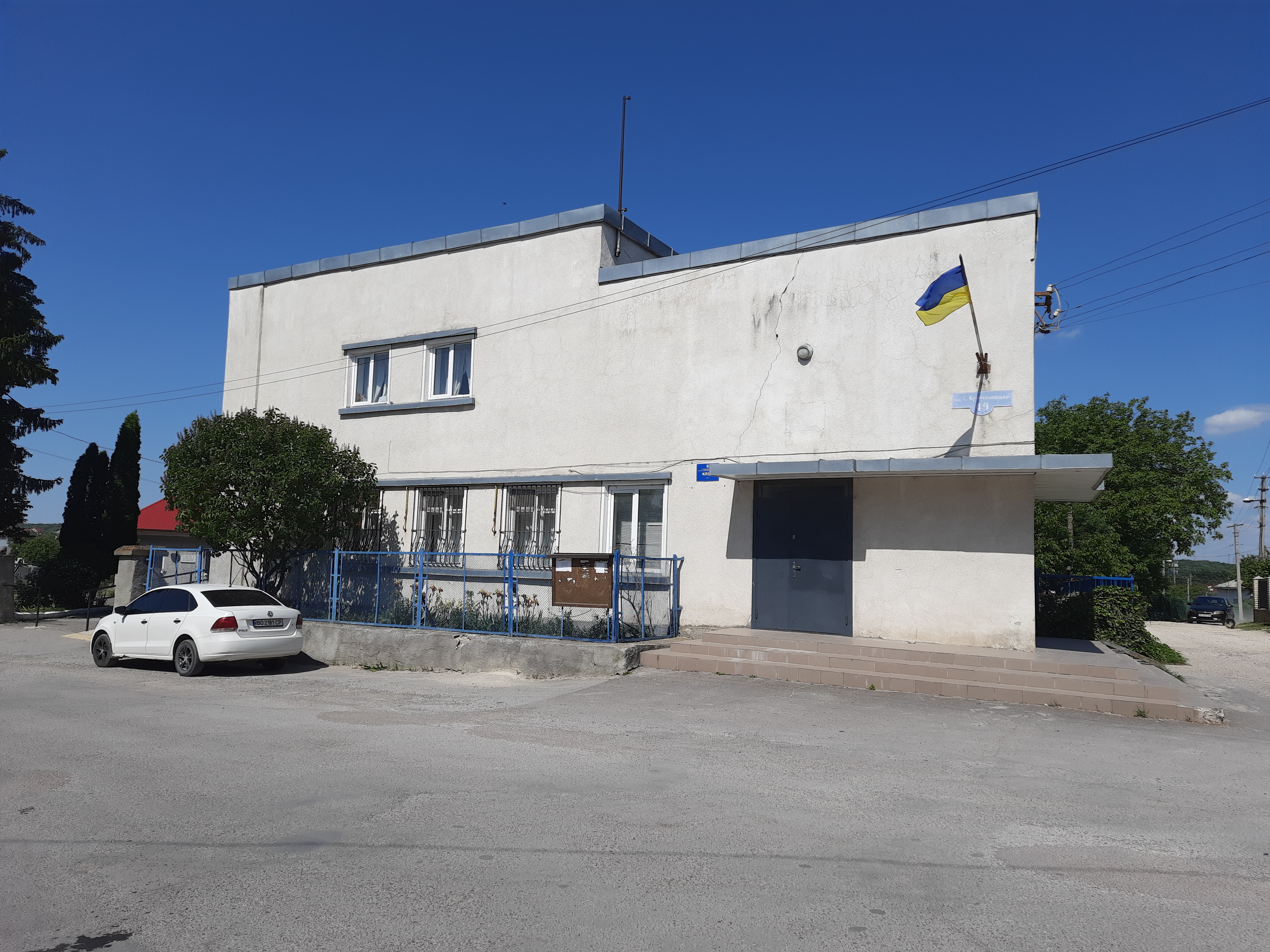
Клуб

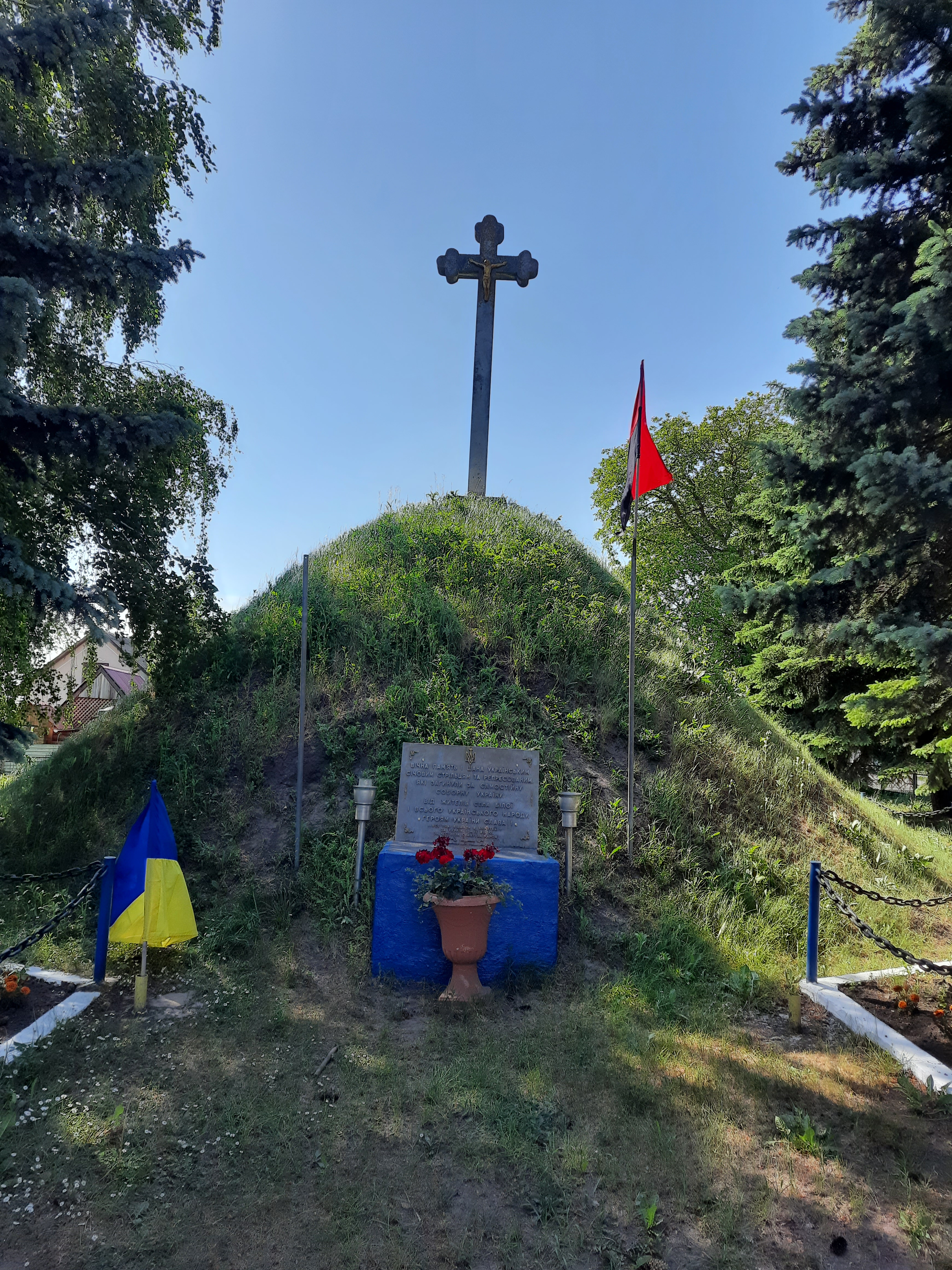
Символічна могила Борцям за волю України

Бі́ла — село в Україні, у Тернопільському районі Тернопільської області. Розташоване на лівому березі річки Серет у центрі району. Кількість домоволодінь становить 1029 станом на 2015 рік.
До 2018 року — центр сільради. Від 2018 року — центр Білецької сільської громади.

## Географія
У селі є вулиці:
- Богуна;
- Бродівська;
- Відродження;
- Вишнева;
- Галицька;
- Гетьмана Мазепи;
- Гріга;
- Дорошенка
- Заводська;
- Зелена;
- Володимира Івасюка;
- Київська;
- Євгена Коновальця;
- Кос-Анатольського;
- Соломії Крушельницької;
- Лисенка;
- Личаківська;
- Лісова
- Миру;
- Набережна;
- Северина Наливайка;
- Нова;
- Петра Сагайдачного;
- Садова;
- Січових Стрільців;
- Сонячна;
- Транспортна;
- Українська;
- Чиста;
- Шевченка;
- Медова;
- Стефаника.

## Прапор
У центрі червоного квадратного полотнища кільце із жовтих кружків, усередині якого білий орел, увінчаний жовтим перехрещеним хрестом.

## Історія

Пам'ятний знак про 120-річчя заснування осередку товариства «Просвіта»

Поблизу Білої виявлено археологічні пам'ятки лужицької, поморської, висоцької та черняхівської культур.
Окрема знахідка — кружальний горщик черняхівської культури. Зберігався в Білівській школі, тепер у фондах ТОКМ. На околиці села знайдено скарб італійських монет XII століття.
Перша писемна згадка про село походить з другої половини XVI століття, коли власник Тернополя князь Костянтин Острозький, записуючи поле, на шпальтах грамоти згадав про Білу.
У 1884 році Олександром Барвінським, який виступив у селі на загальних зборах з промовою «Про козаків і їх борбу за волю на основі народних дум і переказів», було організовано один з перших у Тернопільському повіті осередок, згодом читальню, товариства «Просвіта», який діяв до вересня 1939 року.
На околицях Білої було перше тернопільське летовище, на якому 1912 року польський науковець Міхал Сціпіо дель Кампо демонстрував польоти.
12 червня 2020 року, відповідно до розпорядження Кабінету Міністрів України № 724-р «Про визначення адміністративних центрів та затвердження територій територіальних громад Тернопільської області» увійшло до складу Білецької сільської громади.
19 липня 2020 року, в результаті адміністративно-територіальної реформи та ліквідації Тернопільського району, село увійшло до складу новоутвореного Тернопільського району.

## Населення
У 2007 році в селі мешкало 2927 осіб.
За переписом населення України 2001 року в селі мешкала 2971 особа.

### Мова
Розподіл населення за рідною мовою за даними перепису 2001 року:
| Мова            | Кількість | Відсоток |
| --------------- | --------- | -------- |
| українська      | 2902      | 99.15%   |
| російська       | 18        | 0.62%    |
| білоруська      | 3         | 0.10%    |
| вірменська      | 1         | 0.03%    |
| інші/не вказали | 3         | 0.10%    |
| Усього          | 2927      | 100%     |

## Храми
У Білій діє 3 греко-католицькі церкви:
- Покрови Пресвятої Богородиці (2004, мурована);
- Святого Миколая (1815, мурована);
- у колишньому костелі.

У Білій є також храм святої княгині Ольги ПЦУ.
Встановлена фігура матері Божої.

## Музей Соломії Крушельницької
У селі діє меморіальний музей Соломії Крушельницької, заснований 1963 року в будинку, де пройшло дитинство співачки.

## Пам'ятники

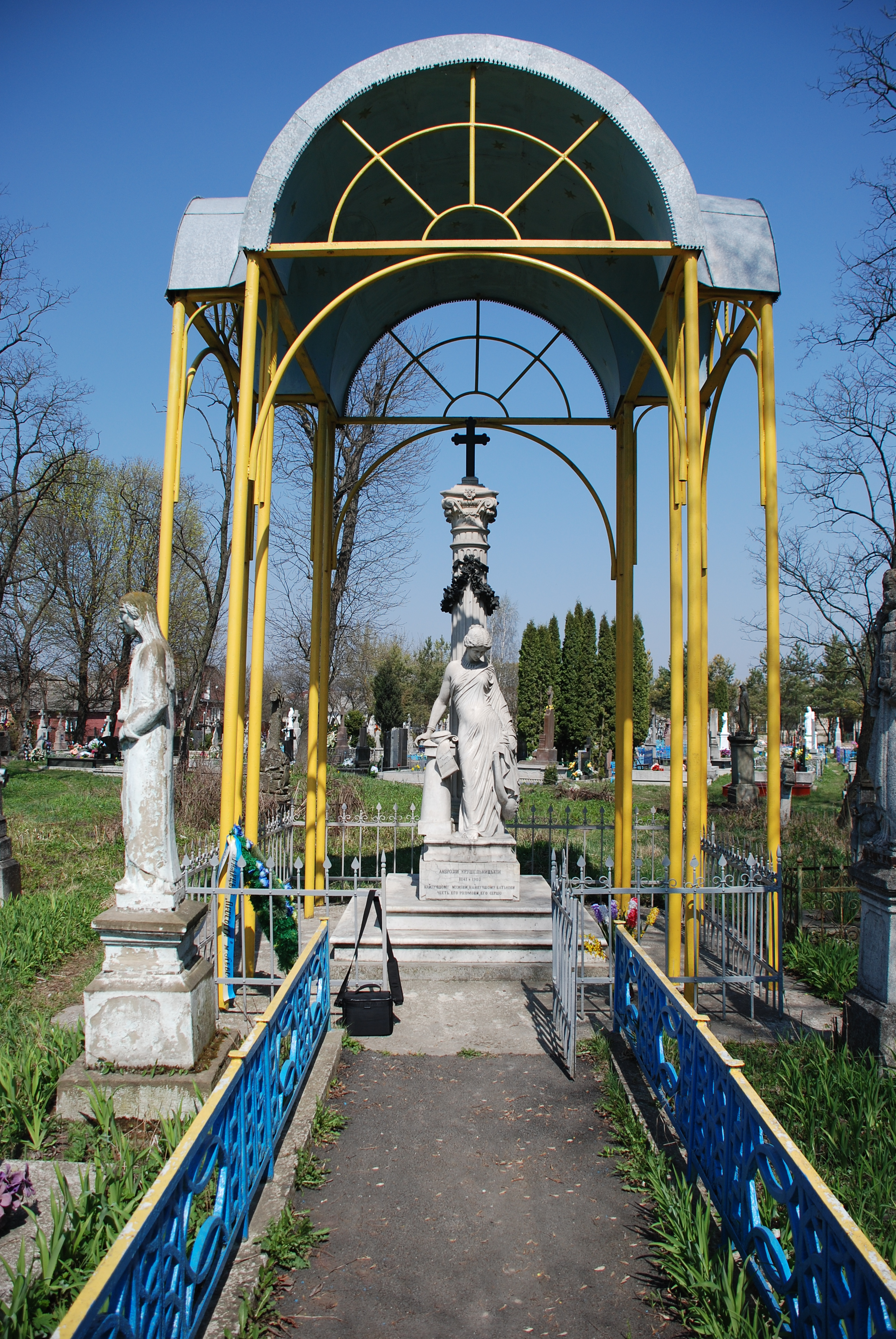
Статуя, виготовлена на замовлення С. Крушельницької і встановлена на могилі її батька

На Білецькому цвинтарі на могилі є пам'ятник Амвросію Крушельницькому — батькові Соломії.
У 1991 році насипано символічну могилу Українським січовим стрільцям.
У 1993 році встановлено перший у Західній Україні символічний знак (хрест) на вшанування жертв Голодомору в Україні 1932—1933 років. Ініціаторами виступили члени місцевої «Просвіти», зокрема її активіст Степан Проць, та спілки політв'язнів і репресованих.
У 2000 році встановлено пам'ятник на честь 2000-ліття Різдва Христового.
У 2001 році закладено парк площею 0,80 га на честь 10-річчя Незалежності України.

## Соціальна сфера
У селі діють загальноосвітня школа І-ІІ ступенів імені Соломії Крушельницької, бібліотека, фельдшерсько-акушерський пункт.
У селі є дві футбольні команди. Команда, що захищає спортивну честь села на рівні Тернопільського району та команда ЛФК «Біла», що виступає на першість Тернопільської області. Свої домашні матчі команди проводять на місцевому стадіоні, що знаходиться в мікрорайоні «Новобудови».
Неподалік створений спортивний майданчик зі штучним покриттям, на якому є можливість грати в міні-футбол, баскетбол і волейбол.

## Транспорт
- Маршрутне таксі № 2 — від меблевої фабрики до ринку, мікрорайону «Дружба».
- Маршрутне таксі № 8 — до центру, вулиці  Микулинецької, села Велика Березовиця.

## Відомі люди

### Народилися
- Ярослав Білян (1948—2003) — проректор із соціально-економічного розвитку ТНПУ ім. Гнатюка;
- Тарас Валах (нар. 1981) — український релігічний діяч, священник УГКЦ, судовий вікарій Київської архиєпархії УГКЦ, парох Собору Вишгородської Богородиці;
- Юрій Горайський (1977—2016) — український громадсько-політичний діяч, підприємець, військовик[14].
- Андрій Зюбровський (нар. 1951) — відомий тернопільський фотохудожник;
- Олександр Кізлик (1910—2007) — український бібліограф[15]
- Ганна Крушельницька (1887—1965) — українська оперна і концертна співачка (сопрано). Сестра Соломії Крушельницької;
- Володимир Мариновський (нар. 1958) — голова Тернопільської обласної Федерації футболу з 2001, член Комітету розвитку футболу в регіонах ФФУ (2007), член Виконкому ФФУ[16];
- Юрій Мозіль (нар. 1977) — український музикант, аранжувальник, саундпродюсер, учасник гурту С.К.А.Й. з 2004 р. та гурту Він Знає з 1998 р.;
- Ярослава Бойко (Плав'юк) (нар. 1929) — українська громадська діячка, дружина останнього президента УНР в екзилі Миколи Плав'юка
- Тадей Куник (1933—2011) — художник, який розмалював церкву в Білій, та багато інших церков краю;
- Володимир Семенина (1902—1993) — громадський діяч у США, журналіст і перекладач, за фахом інженер.

### Мешкали
- З 1878 року родина знаменитої оперної співачки Соломії Крушельницької;
- о. Амвросій Крушельницький (1841—1902) — священик УГКЦ, парох села, тут помер та похований;
- Петро Медведик (1925—2006) — літературознавець, фольклорист, етнограф, бібліограф, мистецтвознавець.

### Працювали
- Григорій Лучанко (1893—1983) — український галицький військовик, педагог, громадський діяч, у 1918 керував взяттям під контроль тернопільського залізничного вузла, був у складі охорони Софійського майдану під час проголошення Акту Злуки ЗУНР та УНР; вчителював у селі[17].

## Галерея

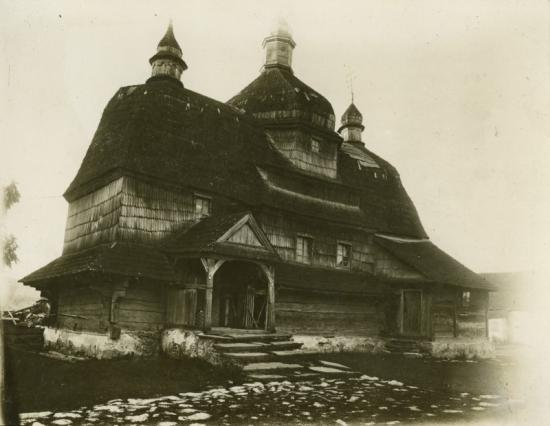
Дерев'яна церква з XVIII століття, не збереглася
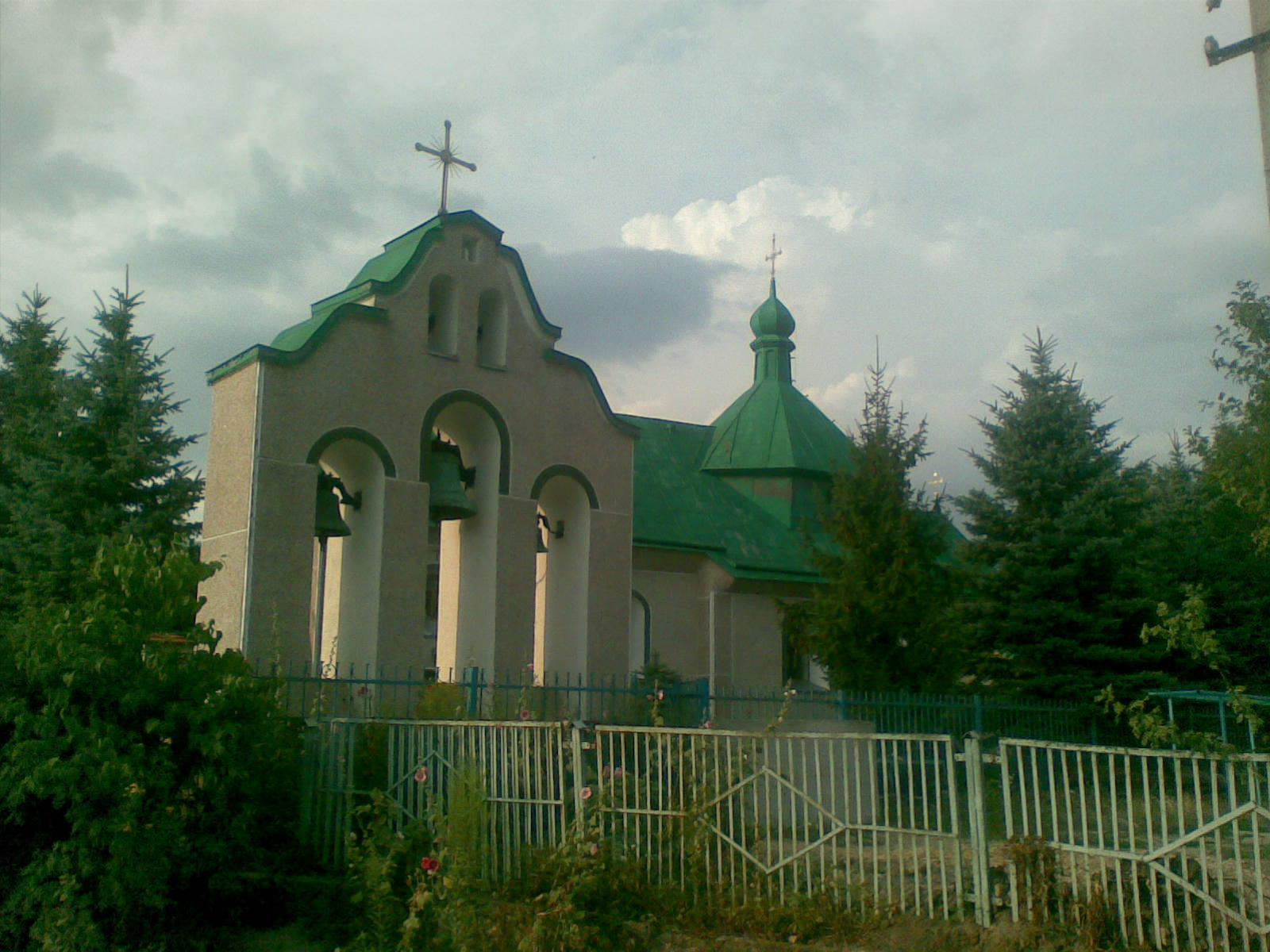
Старовинний храм Святого Миколая УГКЦ, перший у с. Біла
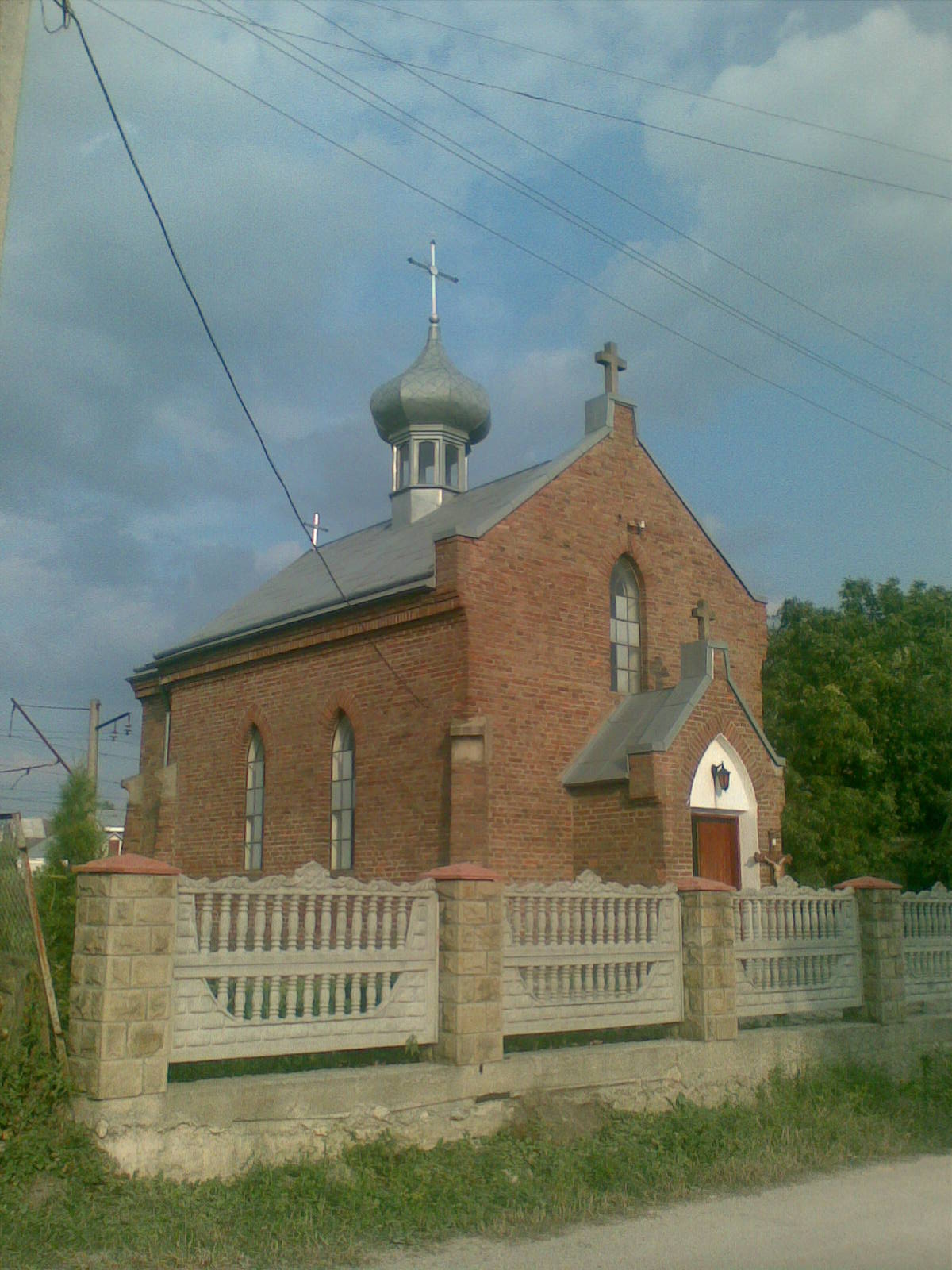
Колишній костел у Білій, нині храм УГКЦ
Парк на честь 10-річчя Незалежності України
Вигляд на село з боку Пронятина